# Société des Établissements L. Picker, Moccand & Cie
Société des Établissements L. Picker, Moccand & Cie war ein Schweizer Hersteller von Automobilen.

## Unternehmensgeschichte
Lucien Picker entwickelte 1903 sein erstes Auto und verkaufte es an Charles Moccand. Gemeinsam gründeten sie 1904 das Unternehmen an der Route de Chêne-Bougeries in Genf und begannen mit der Produktion von Automobilen. Der Markenname lautete in Abwandlung von Lucien Pickers Vornamen Lucia. Hauptabsatzmarkt war Frankreich. 1908 endete die Produktion nach etwa 100 hergestellten Exemplaren. Die Société Industrielle Genevoise de Mécanique et d’Automobiles übernahm das Werk.

## Fahrzeuge
Das erste Fahrzeug hatte einen wassergekühlten Vierzylindermotor mit 16 PS Leistung und ein Dreiganggetriebe. In Serienproduktion gingen der 12/16 CV mit einem Zweizylindermotor und der 24/30 CV mit Vierzylindermotor und 4396 cm³ Hubraum. 1908 folgte ein neuer 24/30 CV, dessen Vierzylindermotor mit den Zylindermaßen 115 mm Bohrung und 128 mm Hub über 5318 cm³ Hubraum verfügte. Dieses Modell hatte ein Dreiganggetriebe und Kettenantrieb.